# Берлинская плеяда
«Берлинская плеяда» — названия шахматного кружка, объединявшего в 1836—1845 группу сильнейших берлинских шахматистов и аналитиков — П. Бильгера, Л. Бледова, В. Ганштейна, Б. Горвица, Т. Лаза, К. Майета и К. Шорна, которые стали инициаторами издания сборника «Handbuch» и журнала «Deutsche Schachzeitung». Члены «Берлинской плеяды» первыми способствовали распространению и популяризации шахмат в Германии.
- П. Бильгер
- Л. Бледов
- Л. Ганштейн
- Б. Горвиц

- Т. Лаза
- К. Майет
- К. Шорн